# Света Теодора (Солун)
„Света Теодора“ (на гръцки: Ιερά Μονή Αγίας Θεοδώρας) е православен мъжки манастир в македонския град Солун, Егейска Македония, Гърция. Разположен е в самия център на града, на улица „Ермис“ № 34.

## История
Първите сведения за на манастир са от житието на Света Теодора Солунска. Когато в 837 година Теодора избягала тук едва на 25-годишна възраст, за да стане монахиня, манастирът е посветен на Свети архидякон Стефан. В манастира според житието има параклис „Света Ботородица“, в който е погребана светицата, гробище, трапезария, магерница, конаци, мелница, кладенец. Вероятно е бил подобен на „Света София“, но по-малък.
След пренасянето на мощите на светицата в него през август 893 година, манастирът е преименуван на нейно име. Монахиня в манастира е сестрата на солунския архиепископ от XIV век Нил Кавасила и майка на Николай Кавасила. След падането на Солун под османска власт в 1430 година, мощите на светицата са поругани, но манастирът не е превърнат в джамия и остава един от трите работещи солунски манастира, като има 200 монахини. На турски е наричан Кизлар манастир (Kizlar Manastir), тоест девически манастир. По неясни причини през XVIII век престава да бъде манастир и става енорийска църква. Църквата пострадва от пожара в 1890 година и от големия пожар в 1917 година, когато е напълно разрушена. Единствената сграда, която оцелява е камбанарията на храма, която е построена в края на XIX век. По чудо от пожара оцеляват мощите на светицата, които до възстановяването на манастира са прехвърлени в „Света София“.
Новата църква започва да се строи в близост до стария католикон през 1935 година и е открита на 9 май 1954 година от митрополит Пантелеймон Солунски, като мощите на Света Теодора Солунска са пренесени в новия храм. В 1957 митрополит Пантелеймон открива западното крило на манастира, в което има духовно училище. От 1974 година работи като мъжки манастир, а през 1989 година в манастира е основан Център за агиографски изследвания на Солунската митрополия. Със свои средства манастирът издържа училището-интернат „Свети Антоний“ и издава книги.

## Метоси[1]
| Име                                | Име                       |
| ---------------------------------- | ------------------------- |
| църква „Свети Антоний“             | Αγίου Αντωνίου            |
| параклис „Свети Николай Транос“    | Αγίου Νικολάου του Τρανού |
| църква „Свети Пантелеймон“         | Αγίου Παντελεήμονος       |
| параклис „Света Богородица Елеуса“ | Παναγίας Ελεούσης         |
| църква „Свети Давид Солунски“      | Οσίου Δαβίδ               |

## Игумени
| Име                  | Име                     | Години                               |
| -------------------- | ----------------------- | ------------------------------------ |
| Спиридон Транделис   | Σπυρίδων Τραντέλης      | 29 декември 1956 – 13 февруари 1959  |
| Мисаил Гумузас       | Μισαήλ Γκομούζας        | 14 февруари 1959 – 18 септември 1962 |
| Поликарп Мандазроглу | Πολύκαρπος Μαντζάρογλου | 5 октомври 1962 – 22 май 1968        |
| Генадий Дякакис      | Γεννάδιος Διακάκης      | 22 май 1968 – 11 октомври 1974       |
| Йосиф Александру     | Ιωσήφ Αλεξάνδρου        | 12 октомври 1974 – 21 юли 1975       |
| Атанасий Папатанасиу | Αθανάσιος Παπαθανασίου  | 21 юли 1975 – 31 януари 1987         |
| Василий Колокас      | Βασίλειος Κολόκας       | 1 февруари 1987 – 6 октомври 1994    |
| Йоанис Тасиас        | Ιωάννης Τασσιάς         | 7 октомври 1994 – 10 май 2010        |
| Давид Дзюмакас       | Δαυίδ Τζιουμάκας        | 10 юни 2010 – 10 октомври 2014       |
| Варнава Янку         | Βαρνάβας Γιάγκου        | 13 октомври 2014 –                   |